# 拓跋若
拓跋若（460年代—470年代），字叔儒，魏文成帝拓跋濬之子，生母乙夫人，北魏宗室。

## 生平
拓跋若虚龄十六岁时，没来得及封王就去世，朝廷追封拓跋若河间王，谥号孝。魏献文帝拓跋弘于太和五年（481年）诏令以京兆康王拓跋子推的儿子元泰安作为拓跋若的后裔承袭河间王。元泰安是拓跋若的堂弟，不是做后嗣的道理。太和二十一年（497年）前后，元泰安被废，魏孝文帝元宏以拓跋若哥哥齐郡顺王元简的儿子元琛继为拓跋若的后嗣。

## 延伸阅读
[在维基数据编辑]
 《魏書/卷20》，出自魏收《魏书》
 《北史/卷019》，出自李延壽《北史》